# La Pelame
La Pelame (oficialmente y en asturiano: A Pelame) es una casería perteneciente a la parroquia de Boal, en el concejo de Boal, comarca de Eo-Navia, Principado de Asturias, España.
Cuenta con una población de 1 habitante (INE, 2013) y se encuentra a unos 440 m de altura sobre el nivel del mar. Dista aproximadamente 600 m de la capital del concejo, tomando desde ésta la carretera AS-12 en dirección a Navia, y desviándose luego a la izquierda a la altura del puente de Armal.